# Silberbergwerk Ikuno

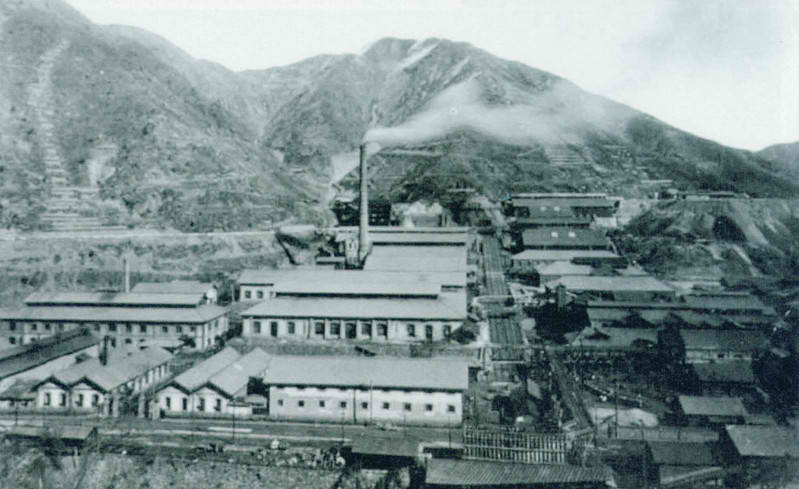
Silbemine Ikuno

Das Silberbergwerk Ikuno (japanisch 生野銀山, Ikuno ginzan) in der Präfektur Hyōgo war über einige Jahrhunderte die wichtigste Fundstätte für Silber in Japan.

## Übersicht
Das Silber von Iikuno wurde bereits im Jahr 807 entdeckt und es scheint, dass es seit seiner Entdeckung abgebaut wurde. Aber erst im 16. Jahrhundert wurde die Mine vom lokalen Fürst, dem Daimyō Yamana Suketoyo (山名 祐豊; gest. 1580) stark ausgebaut. Gegen Ende des Jahrhunderts kam das Bergwerk unter die direkte Kontrolle der mächtigen Männer im Lande, zunächst unter Oda Nobunaga, dann unter Toyotomi Hideyoshi, bis es ab 1598 vom Tokugawa-Shogunat verwaltet wurde. Während der Edo-Zeit war das Silberbergwerk lange Zeit das ergiebigste Japans.
Nach der Meiji-Restauration 1868 fiel das Bergwerk an die neue Regierung, die es dem Kaiserlichen Hofamt unterstellten, das für die Modernisierung des Betriebs den französischen Ingenieur Jean Francisque Coignet (1835–1902) einlud. Schließlich verkaufte die Regierung das Bergwerk 1896 an den Mitsubishi-Konzern. Das Bergwerk besaß auch die größten Zinn-Vorkommen in Japan. Nachdem das Silbervorkommen erschöpft war, produzierte das Bergwerk hauptsächlich Kupfer und Zink. Ende März 1973 wurde das Bergwerk geschlossen, kann aber noch besichtigt werden.

## Bilder

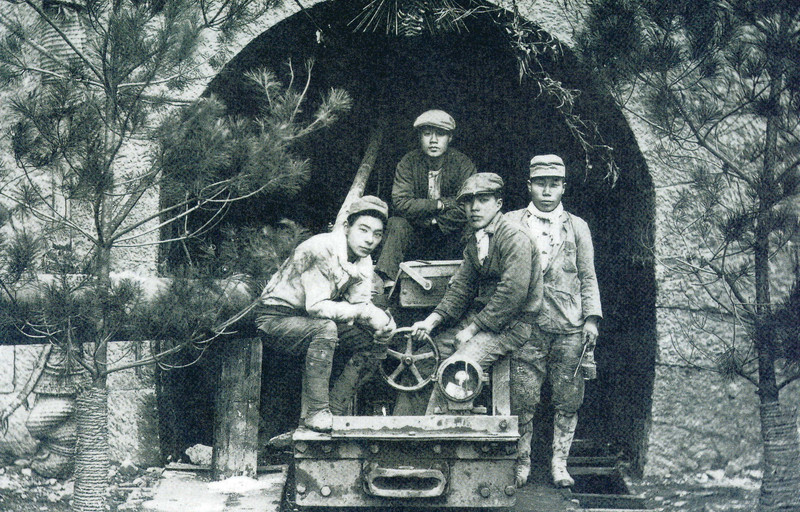
Bergleute (Neuzeit)
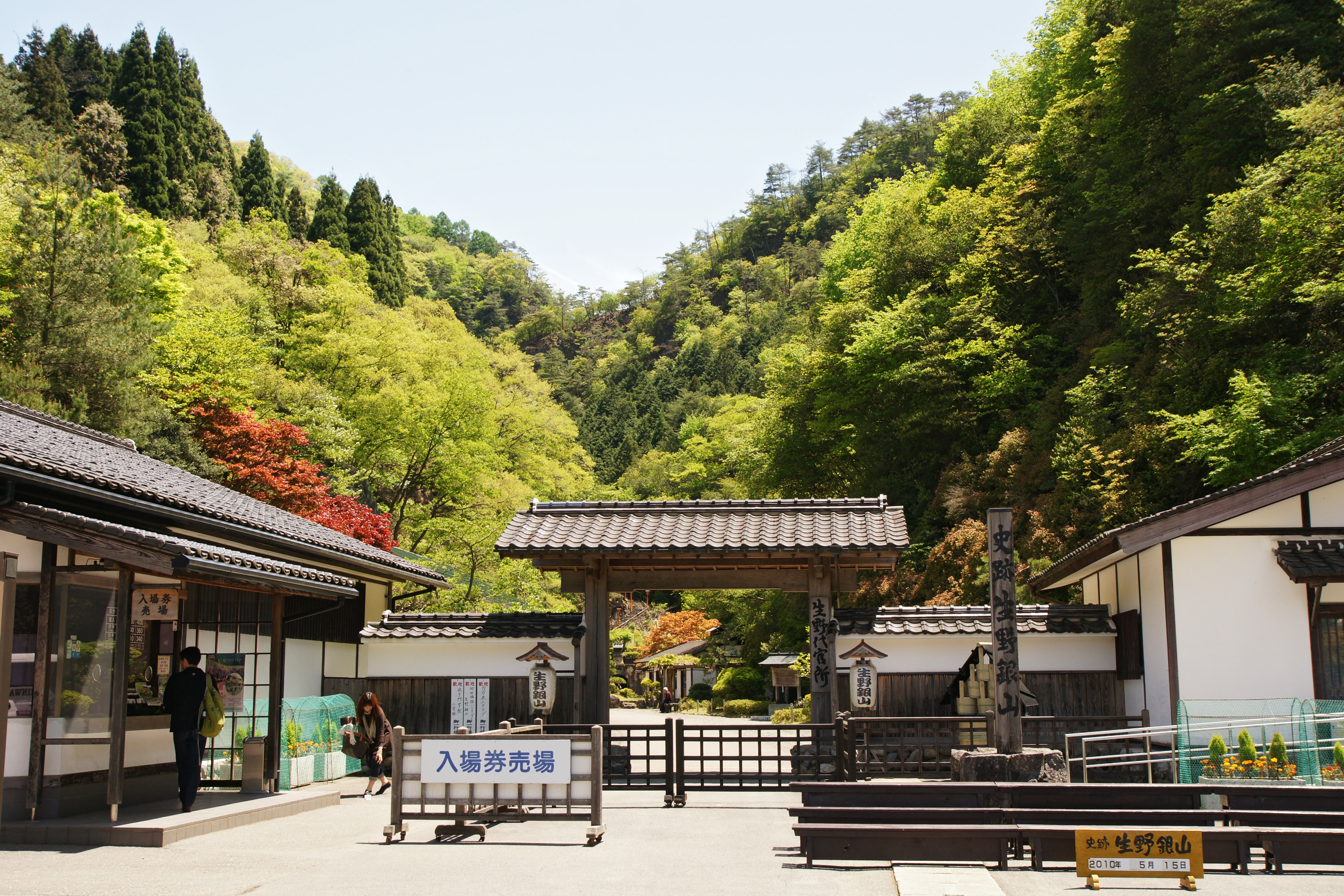
Eingang
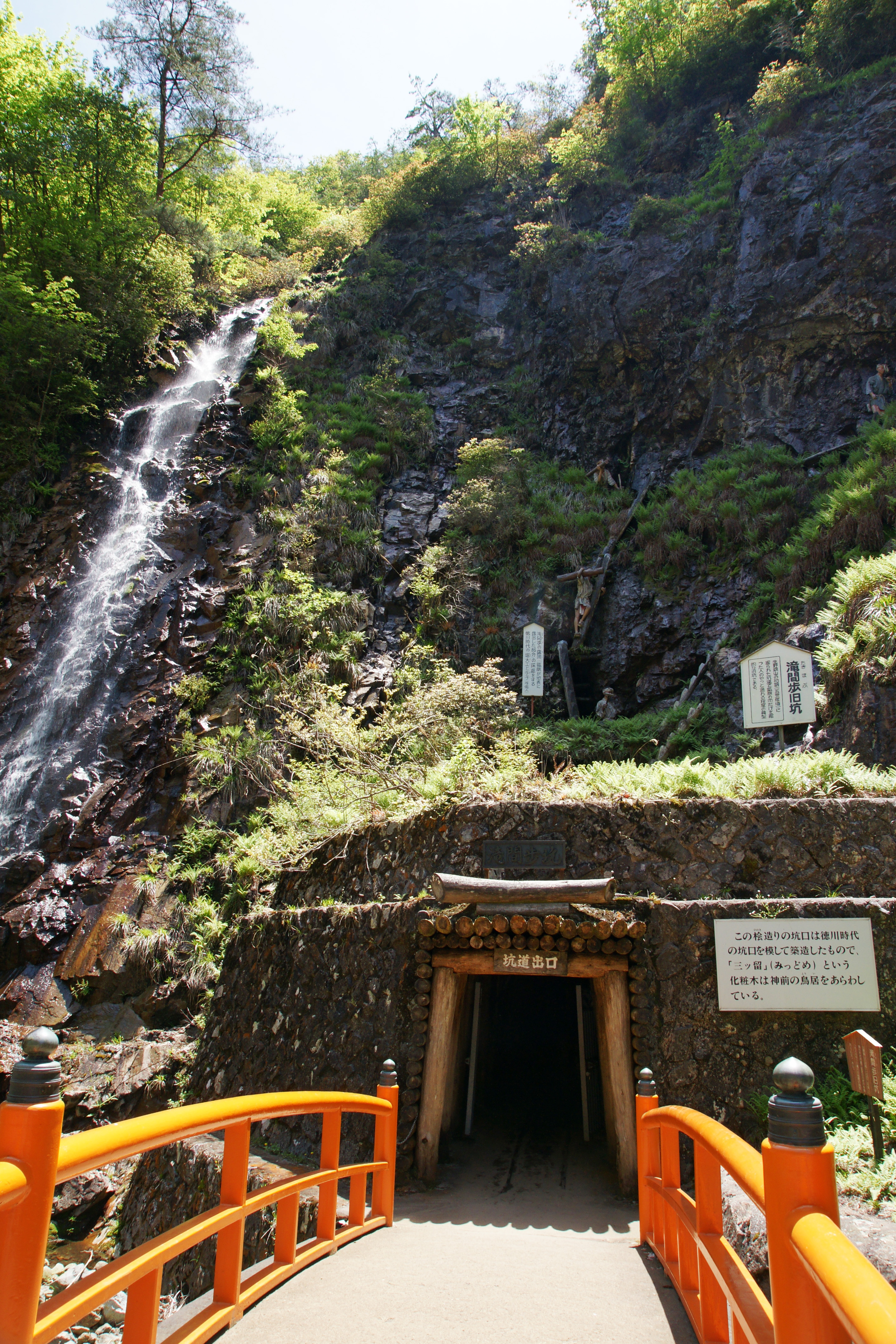
Eingang
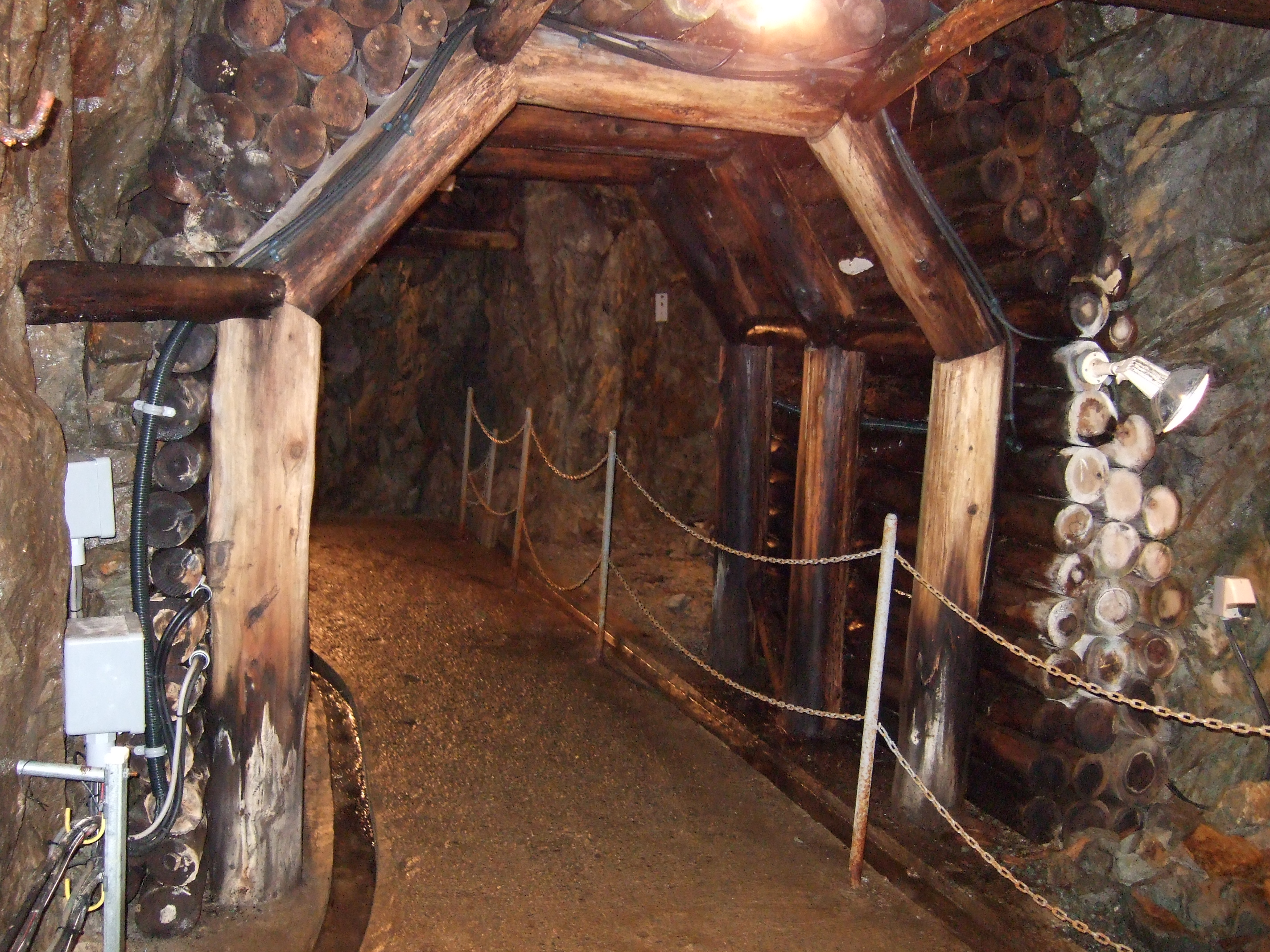
Stollen
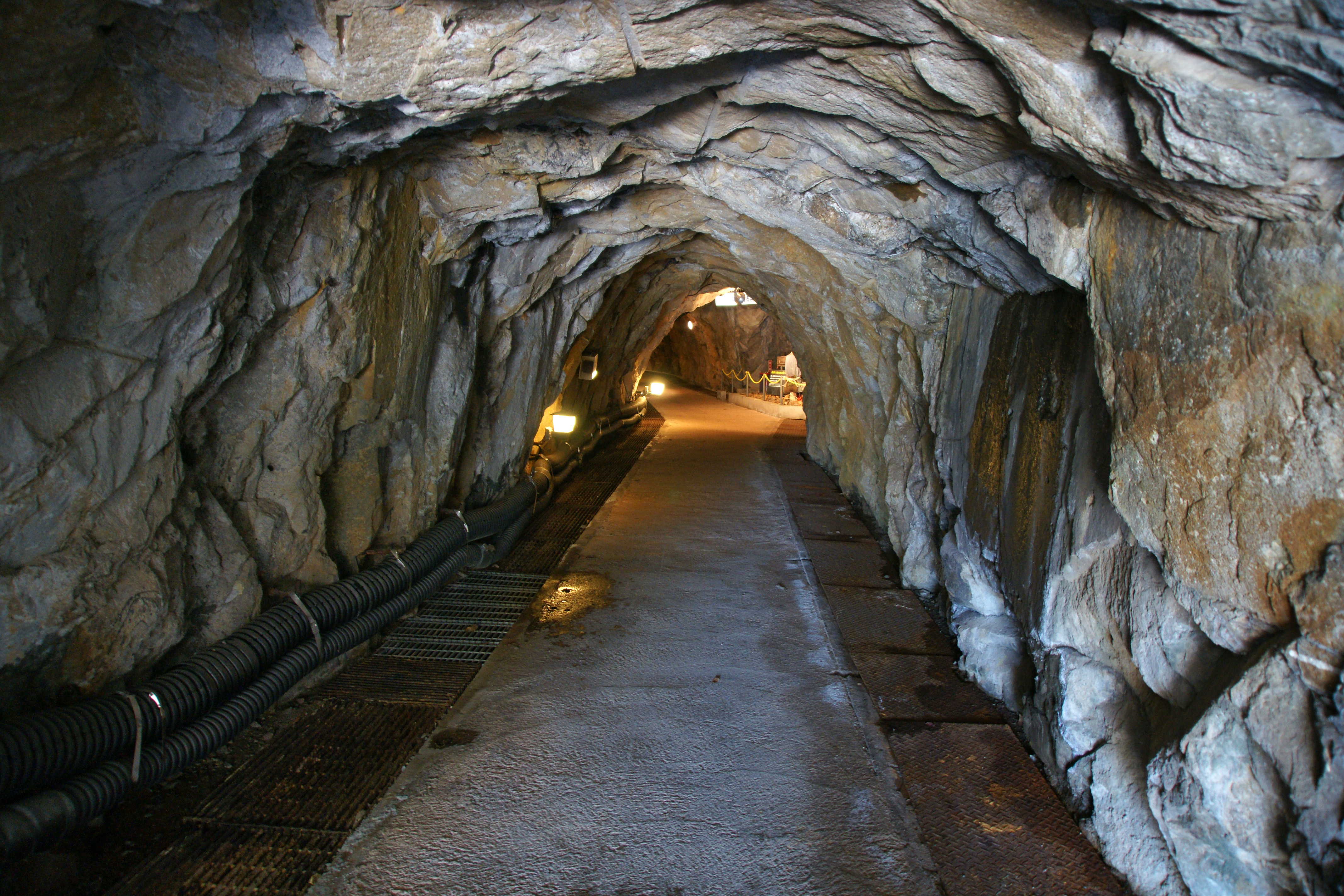
Innenräume
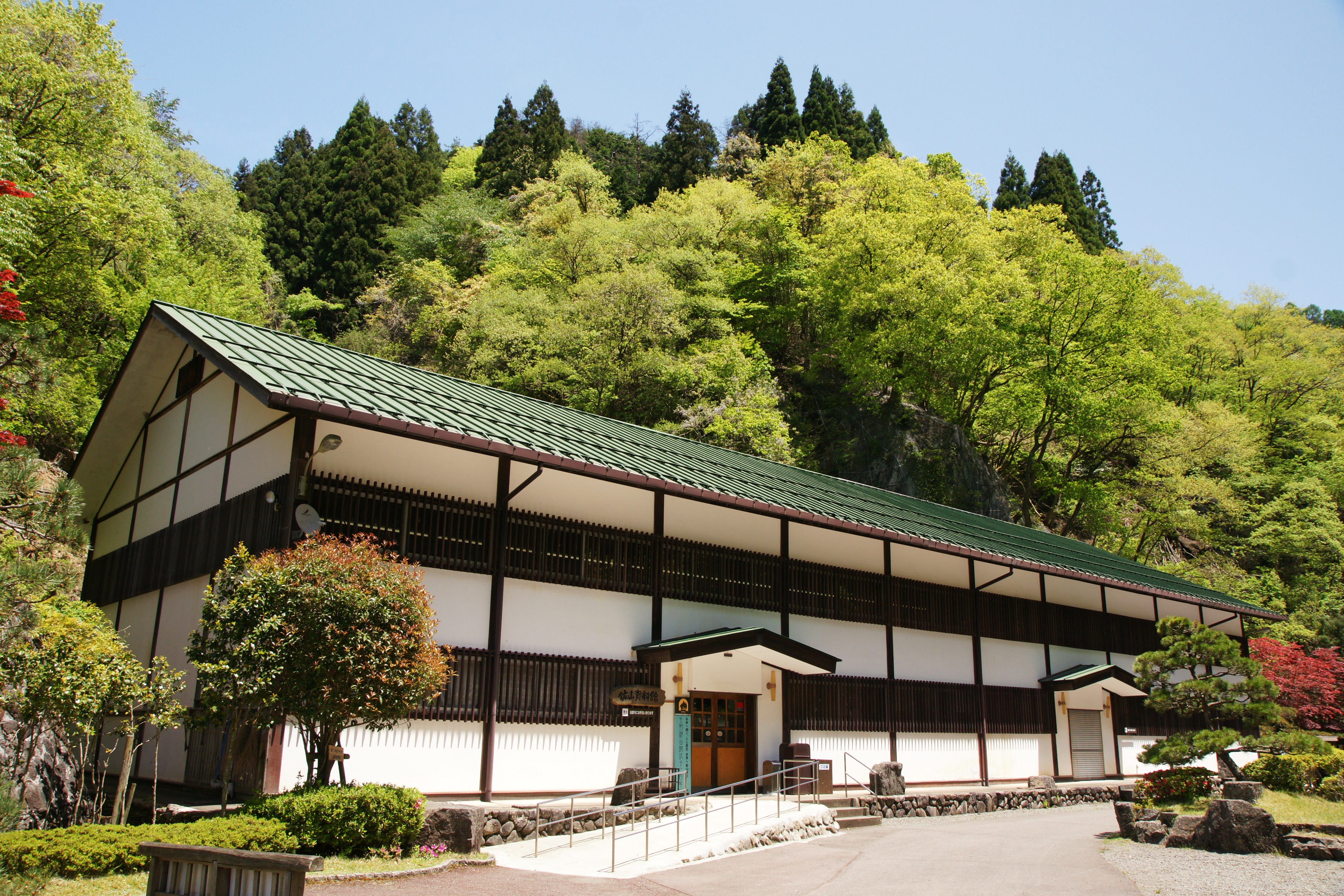
Materialsammlung
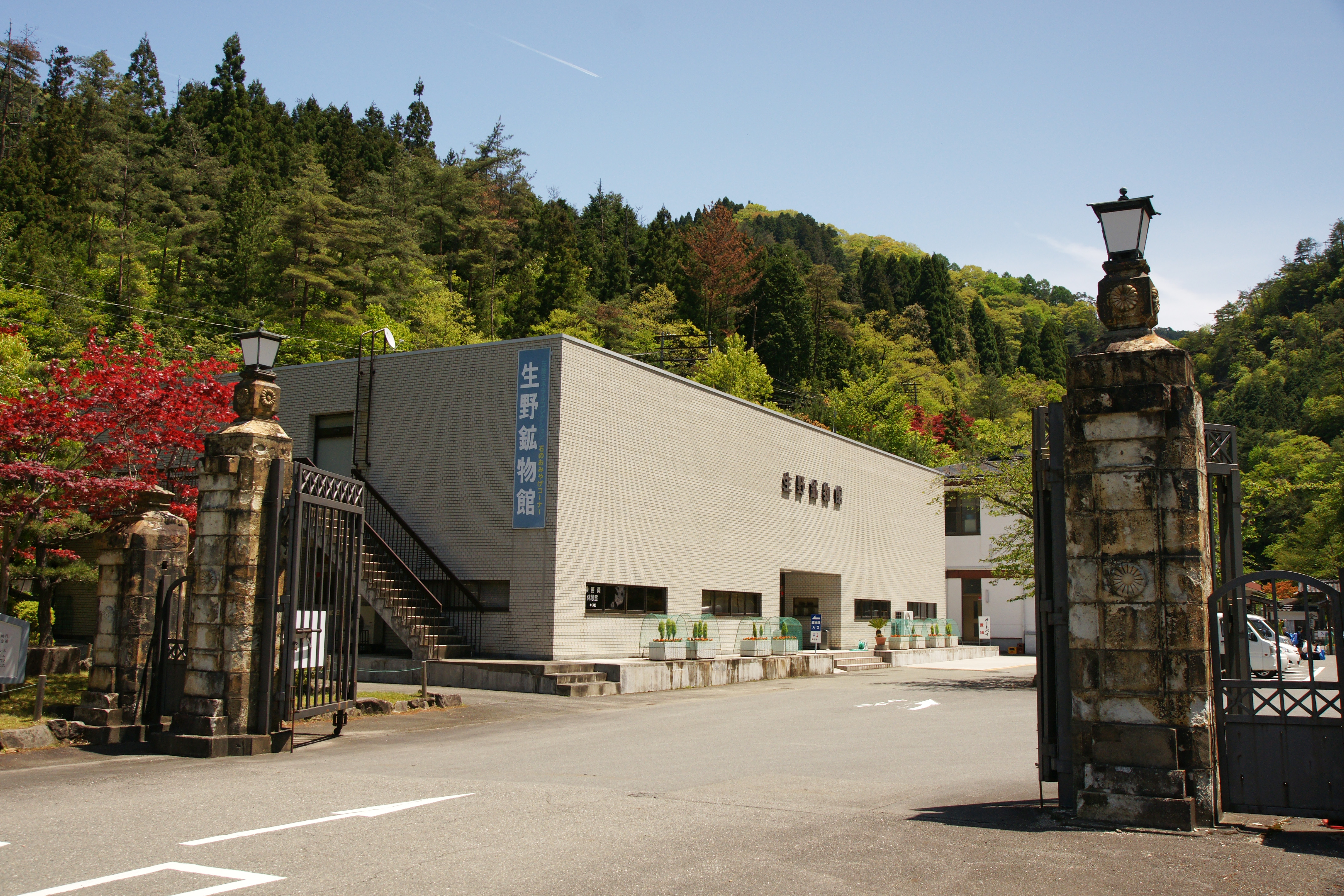
Museum